# 音楽の正体
『音楽の正体』（おんがくのしょうたい）は、テレビ作家・渡邊健一の原作により、フジテレビジョンで1993年10月13日から1994年3月23日まで毎週水曜深夜（週によって放送時間は異なった）の30分、21回にわたって放送されたテレビ番組である。また、最終回の翌週（3月30日）深夜には、60分のスペシャル番組も放送された。
さまざまな音楽の専門用語や技術・音楽理論を、内外の名曲をサンプルとして取り上げながら、非常にわかりやすく解説した番組であり、教育・教養的要素も兼ね備えていた。ナビゲーターはフジテレビの近藤サトアナウンサー（当時）が、ナレーターは川端健嗣アナウンサーが務めた。
1995年には同じく渡邊健一の執筆により、ヤマハミュージックメディアから書籍として出版された。
| 放送回数 | サブタイトル                                                    | 題材曲                                              |
| -------- | --------------------------------------------------------------- | --------------------------------------------------- |
| #01      | Let it beは終わらない～導音はなぜ上向しなかったのか～           | The Beatles「Let It Be」                            |
| #02      | ユーミンのおこした革命～卒業写真に見る保続音のエクスタシー～    | 荒井由実「卒業写真」                                |
| #03      | クラプトンのギターが優しく泣くあいだに～半音階的進行の構造学～  | George Harrison「WHILE MY GUITAR GENTLY WEEPS」     |
| #04      | 赤いスイートピーはどこへ行ったのか～副5度による臨時転調の魔術～ | 松田聖子「赤いスイートピー」                        |
| #05      | アンコ椿は倚音の花～非和声音解決のカタルシス～                  | 都はるみ「アンコ椿は恋の花」                        |
| #06      | モンキーズの見た白日夢-ドッペルドミナントの魔法-                | THE MONKEES「Daydream Believer」                    |
| #07      | 風と共に去る前に-旋律学序説-                                    | 「風と共に去りぬ」より「タラのテーマ」              |
| #08      | クリスマスソングの秘密-胸キュンの構造学-                        | Bing Crosby「White Christmas」                      |
| #09      | マイ・フェアレディの秘密～楽曲形式論～                          | 映画「マイ・フェア・レディ」                        |
| #10      | ボサノヴァの熱い夜-旋律とオブリガート-                          | Sergio Mendes & Brasil '66 「Wave」                 |
| #11      | 歓喜の歌は何を喜んだのか-「第９」の構造分析-                    | ルートヴィヒ・ヴァン・ベートーヴェン「交響曲第9番」 |
| #12      | よなぬきの寅さん-日本音楽とは何か？-                            | 映画「男はつらいよ」主題歌                          |
| #13      | ～黄金のカデンツ～「結婚しようよ」は最後に言って                | 吉田拓郎「結婚しようよ」                            |
| #14      | 恋のフーガの結末-輪唱・カノン・対位法-                          | ザ・ピーナッツ「恋のフーガ」                        |
| #15      | コバルト・アワーの秘密～音画と標題音楽～                        | 荒井由実「コバルト・アワー」                        |
| #16      | 掛留音とシンコペーション～官能的な音楽とは何か                  | モーリス・ラヴェル「亡き王女のためのパヴァーヌ」    |
| #17      | キース・リチャーズの魔性の左手～偶成和音とは何か～              | The Rolling Stones「BROWN SUGAR」                   |
| #18      | ギルバート・オサリバンの彷徨～転調とは何か～                    | Gilbert O'Sullivan「ALONE AGAIN」                   |
| #19      | ハイヒールで夢のつづきを～根音と転回形～                        | 竹内まりや「夢の続き」                              |
| #20      | シャンソンを唄いつづけて～複合拍子の構造学～                    | 「パリの空の下」                                    |
| #21      | ミューズは細部に宿り給う～全曲アナリーゼ～                      | 松任谷由実「守ってあげたい」                        |
| #SP      | いつか来た道～音楽の遺伝子・１２音～                            | -                                                   |

## スタッフ
- 企画：河合徹（フジテレビ）
- 構成：渡邊健一
- 技術プロデューサー：石井勝浩
- 撮影：下門照幸
- VE：吉川博文
- 音声：山成正己、竹中泰、奥山東宣宏
- 編集：山本正明
- ライン編集：星英樹、草野知則
- MA：富沢なつみ
- 音響効果：志田博英
- 技術協力：バスク
- 美術：松沢由之
- メイク：岩井マミ
- スタイリスト：遠山真紀
- CG：桃園隆夫
- 取材協力：田頭勉
- 編曲：宮崎道
- アシスタントディレクター：日下部浩一、田隝宗昭
- TK：北條由美子
- 広報：松永佳子（フジテレビ）
- プロデューサー：近藤孝子
- ディレクター：土方政人・馬場淳之
- 制作協力：共同テレビ
- 制作著作：フジテレビ

## 書籍
- 『音楽の正体』（渡邊健一、ヤマハミュージックメディア、1995.7）